# APM Monaco
APM Monaco (acronimo di Ariane Prette Monaco) è un'azienda di gioielli di moda. È stata lanciata a Monaco nel 1982 da Ariane Prette e da suo figlio Philippe Prette, come produttore di gioielli in oro, diamanti e pietre preziose.

## Storia
L'azienda è stata fondata a Monaco nel 1982 da Ariane e Philippe Prette. Nel 1992 la produzione fu trasferita in Cina e attualmente gli uffici dell'azienda si trovano ad Hong Kong.
Nel 2012, trent'anni dopo la fondazione dell'azienda, Philippe Prette ha trasformato APM Monaco in un marchio che cerca di unire i punti di forza dell'industria e della moda. Nel giro di un anno sono state aperte le prime boutique a Cannes e poi a Roma, prima di espandersi in tutto il mondo.
Nel 2015, i negozi aperti in tutto il mondo erano 30, invece nel 2017 erano già 130, di cui 75 solo in Asia e Australia.
Nel 2019, TPG Capital ha acquisito una partecipazione del 30% nell'azienda.
APM Monaco impiega 2.300 persone in sei siti produttivi e ha oltre 500 negozi in tutto il mondo. Il marchio produce 12 collezioni all'anno, tutte realizzate internamente. Si tratta di una collezione al mese, composta da circa quaranta pezzi con un tema diverso ogni volta. Nel 2021 sono stati prodotti oltre 2,5 milioni di gioielli, con circa un milione di pietre incastonate ogni giorno. Inoltre nello stesso l'azienda ha cambiato ufficialmente la propria denominazione da APM ad APM Monaco.

## Ambasciatori del marchio
Nel 2024, APM Monaco ha presentato cinque ambasciatori del marchio: l'icona della moda francese Baptiste Giabiconi, il pilota di Formula 1 monegasco Charles Leclerc, l'attrice cinese Yang Zi e l'attrice e modella americana Eva Longoria; invece nel 2025, l'azienda ha presentato la cantante italiana Elodie come testimonial della collezione di marzo.